# Štúr (családnév)
E családnevet viselő ismertebb személyek: 
Legismertebb közülük:
- Ľudovít Štúr (1815-1856) a szlovák nemzeti mozgalom vezetője. Számos intézmény, közterület és kisbolygó viseli nevét.

- Dionýz Štúr (1827-1893) szlovák botanikus, geológus és paleontológus, földtani intézeti igazgató. Botanikai szakmunkákban nevének rövidítése: „Stur”. Lajos másodfokú unokatestvére.
- Ján Štúr (1827-1905) szlovák nemzetébresztő, szerkesztő, publicista.
- Karol Štúr (1811-1851) szlovák költő, pap, tanár. Lajos bátyja.
- Karol Emil Štúr (1867-1925) szlovák ügyvéd, nemzetébresztő. Lajos unokaöccse.
- Samuel Štúr (1789-1851) szlovák tanár, költő, író. Lajos apja.
- Svätopluk Štúr (1901-1981) filozófus.